# أس دي.كيه أف زي. 9
 The Sd.Kfz. 9  (المعروف أيضًا باسم "Famo") كان نصف مجنزرة ألمانية شهدت استخدامًا واسع النطاق في الحرب العالمية الثانية، وأثقل مركبة نصف مسار من أي نوع تم بناؤها بكميات في ألمانيا النازية خلال سنوات الحرب.  تم إنتاج ما يقرب من 2500 قطعة بين عامي 1938 و1945. 

## وصف

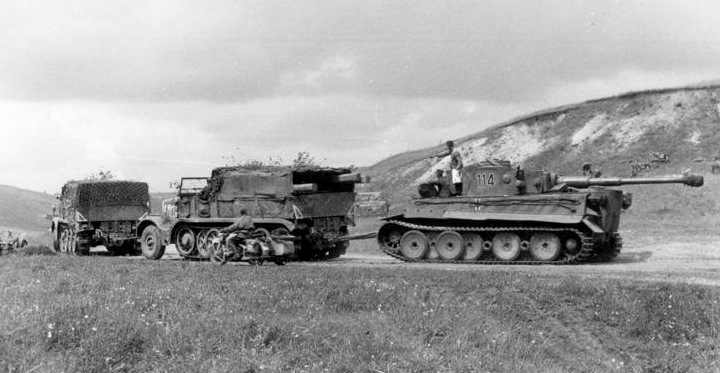
اثنان Sd.Kfz. 9 يسحبون دبابة النمر 1 في روسيا

تم استخدام كل من المسارات والعجلات للتوجيه. تم إعداد نظام التوجيه بحيث تستخدم المنعطفات الضحلة العجلات فقط، ولكن سيتم تطبيق الفرامل على المسارات كلما تم تدوير عجلة القيادة.  يتألف التعليق الخلفي من ست مجموعات مزدوجة من عجلات الطرق المتداخلة والمتشابكة Schachtellaufwerk المركبة على أذرع متأرجحة منتشرة بقضبان الالتواء. تم استخدام عجلة تباطؤ، مثبتة في الجزء الخلفي من السيارة، للتحكم في شد الجنزير. كانت العجلات الأمامية بها نوابض صفائحية وامتصاص الصدمات. 

## روابط خارجية
- Sd.Kfz. 9 على wwiivehicles.com
- Sd.Kfz. 9 on Lexikon der Wehrmacht (بالألمانية)